# Koncentrikus modell

Jelmagyarázat
A központi üzleti negyed
B átmeneti zóna
C munkásosztály lakóövezete
D ingázók övezete
E vidéki terület

Burgess koncentrikus modellje
CBD
Ipari övezet
Átmeneti övezet
A munkásosztály lakóövezete
Magas státuszú lakóterület
Az ingázók övezete

A városszerkezet koncentrikus modellje (más néven Burgess-modell) az első olyan modell, amely a különböző társadalmi csoportok eloszlásának magyarázatára vállalkozott városi területeken. Ernest Burgess szociológus alkotta meg 1925-ben egyetlen város, Chicago példájára alapozva. A városi területhasználatot koncentrikus körökkel modellezi: a központban a központi üzleti negyed (central business district, CBD) található, majd kifelé haladva különféle területhasználatok váltják egymást. Tőle eltérő megközelítések a szektormodell és a többmagvú modell.
A modell szerint a város központja a központi üzleti negyed, körülötte pedig egyre tágabb kört alkotva az átmeneti övezet, a munkásosztály lakóövezete, a magas státuszú lakóterület és az ingázók övezete következik. Burgess megfigyelte, hogy a városközponttól való távolság összefügg az ott lakók társadalmi státuszával: a magasabb státuszúak általában távolabb laknak a CBD-től. Ahogy a város nőtt, Burgess azt is megállapította, hogy a CBD bővült, és ez a külsőbb gyűrűket is kifelé tolta.

## A modell korlátai
- Domborzati adottságok – egyes szektorok növekedését a domborzati adottságok korlátozhatják
- Ingázók – az ingázók ellentétben állnak az elmélettel, mert nem tartoznak a legmagasabb státuszúak közé, mégis távol laknak a városközponttól
- Kereskedelem, ipar és szórakoztatás decentralizációja
- Városrehabilitáció és dzsentrifikáció – drága ingatlanok kialakítása alacsony státuszú övezetekben

## Fordítás
- Ez a szócikk részben vagy egészben a Concentric zone model című angol Wikipédia-szócikk ezen változatának fordításán alapul.  Az eredeti cikk szerkesztőit annak laptörténete sorolja fel. Ez a jelzés csupán a megfogalmazás eredetét és a szerzői jogokat jelzi, nem szolgál a cikkben szereplő információk forrásmegjelöléseként.